# Листовёртка тополевая
Листовёртка тополевая, или Листовёртка тополевая малая (лат. Gypsonoma minutana) — вид бабочек-листовёрток рода Gypsonoma из подсемейства Olethreutinae. Вредитель.

## Распространение
Палеарктика от Европы до Китая и Японии. Сибирь, Дальний Восток. Малая Азия, Закавказье, Средняя Азия, Иран, Афганистан, Монголия.

## Описание
Размах крыльев около 1 см (12—15 мм). Основная окраска красновато-землистая. Переднее крыло отчетливо с розовым или бледно-пурпурным оттенком; цвет основания беловато-охристый, с рыжевато-коричневыми пятнами, смешанными с черными; отметины от бледно-бурых до красновато-коричневых, смешанных и смешанных с черновато-коричневыми и черными; заднее крыло светло-пурпурное, темнее в верхней части.

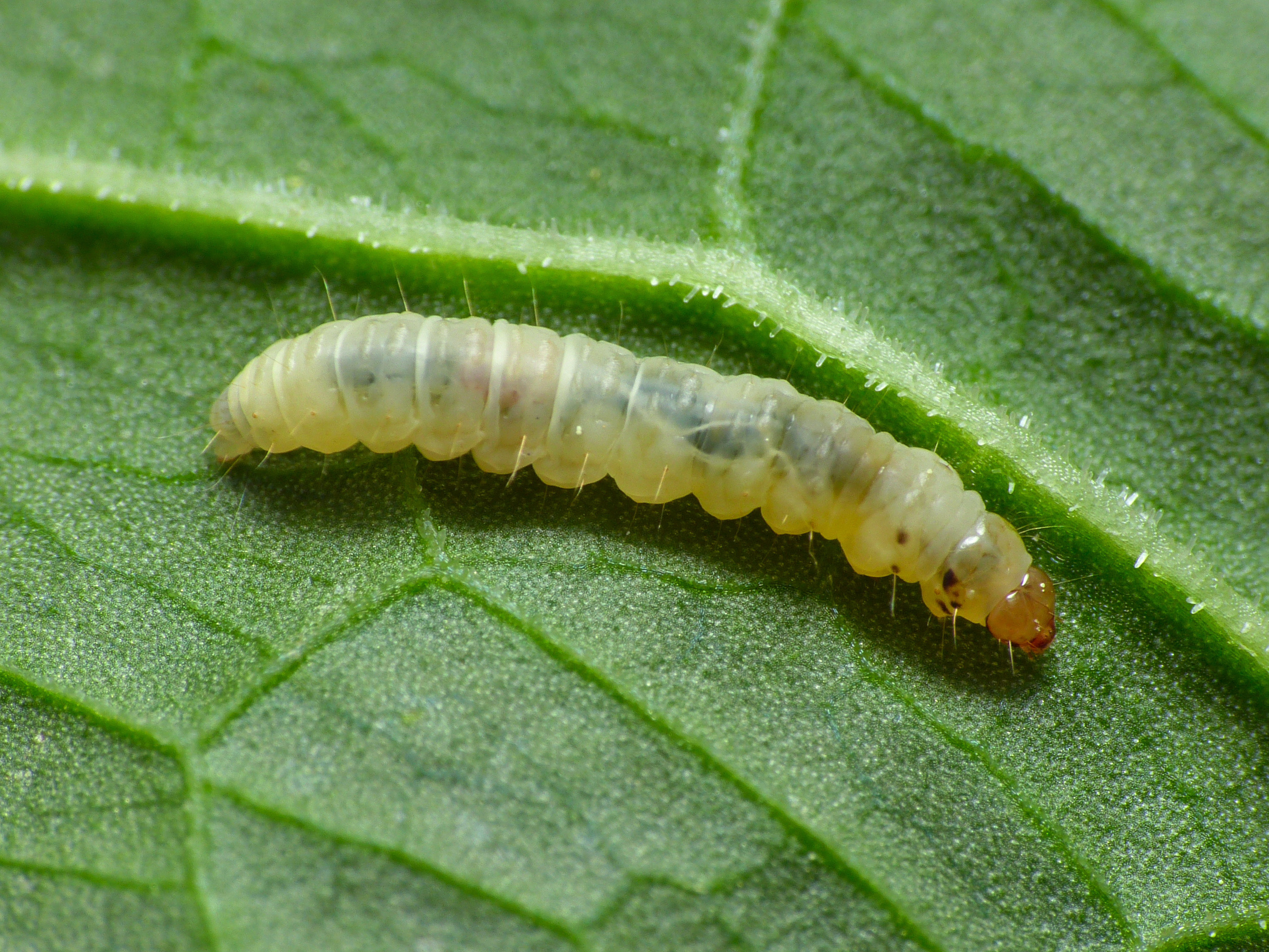
Гусеница

Гусеница: голова бледная желтовато-коричневая; проторакальная пластинка светлая желтовато-коричневая, боковой край широко окаймлен чёрным; брюшко серовато-белое до зеленовато-желтого; пинакулы сливаются с телом, незаметны. Куколка: красновато-коричневая, анальный сегмент с 3 парами волосков дорсально и 2 парами волосков вентрально; шипы на анальном сегменте отсутствуют или лишь немного крупнее, чем на 9-м брюшном сегменте; куколка находится в хрупком коконе, построенном из шелка и пуха. Гусеницы на листьях осин и тополей. Вредитель в парках.

## Таксономия
Вид был впервые описан в 1799 году немецким энтомологом Якобом Хюбнером (Jacob Hübner; 1761—1826).